# Arnaios
Arnaios optræder i Odysseen som en bytigger fra Ithaka. Hans mor havde kaldt ham Arnaios, da han blev født, men alle de unge benævnte ham Iros, fordi han blev brugt af enhver til ærinder som stikirenddreng.
| Mytologi | Spire Denne artikel om mytologi er en spire som bør udbygges. Du er velkommen til at hjælpe Wikipedia ved at udvide den. |